# 利索韋
48°50′19″N 32°19′40″E / 48.83861°N 32.32778°E
利索韋（烏克蘭語：Лісове），是烏克蘭中部基洛夫格勒州克罗皮夫尼茨基区亚历山德里夫卡市镇内的市級鎮。處於基洛沃格勒以北38公里，始建於1960年，海拔高度220米，2011年人口1,050。